# Jos Niesten
Jos Niesten (5 december 1945) is een Nederlands voormalig marathonschaatser.

## Loopbaan
Niesten, die in het dagelijks leven werkzaam was als kweker van paprika's, werd als schaatser derde in de finale van de Elfstedentocht van 1985. Verder behaalde hij de titel Nederlandse kampioenschappen marathonschaatsen op kunstijs in 1988, werelduurrecord op 13 februari 1981 in Inzell (37.638,26 meter), winnaar van meerdere 200-km wedstrijden en vijftien natuurijswedstrijden. Twee keer kreeg Niesten de Abe de Vries-Trofee. Na zijn periode als schaatser werd hij onder meer ploegleider bij Frisia.

## Records

### Persoonlijke records
| Afstand      | Tijd     | Datum            | Baan       |
| ------------ | -------- | ---------------- | ---------- |
| 500 meter    | 44,50    | 8 december 1977  | Haarlem    |
| 1000 meter   | 1.28,5   | 12 februari 1982 | Alkmaar    |
| 1500 meter   | 2.08,1   | 14 februari 1982 | Alkmaar    |
| 3000 meter   | 4.24,7   | 17 februari 1981 | Inzell     |
| 5000 meter   | 7.26,5   | 16 februari 1981 | Inzell     |
| 10.000 meter | 14.28,78 | 17 december 1987 | Heerenveen |

### Wereldrecords
| Nr. | Afstand         | Afstand      | Datum            | Baan   |
| --- | --------------- | ------------ | ---------------- | ------ |
| 1.  | Werelduurrecord | 37.638,26 m* | 13 februari 1981 | Inzell |

| * | = officieus wereldrecord |

## Resultaten
| Jaar | Rottemerentocht | Driedaagse van Ankeveen |
| ---- | --------------- | ----------------------- |
| 1982 | Goud            |                         |
| 1985 | Goud            |                         |
| 1987 |                 | Goud                    |